# 行屍 (遊戲)
《行屍》（英語：The Walking Dead）是改編自羅伯特．柯克曼（Robert Kirkman）的漫畫作品行屍的互動式冒險遊戲，分別在Android、iOS、Mac OS X、Microsoft Windows、PlayStation 3及Xbox 360平台推出。由Telltale Games製作，第一季共五個章節，由2012年6月至11月分階段推出。
與原創漫畫相同，遊戲故事發生在虛構的世界的美國佐治亞州，殭屍爆發事件後。但遊戲角色大部分皆全新創作。第一季以大學教授及已定謀殺罪的李·埃弗里特（Lee Everett）為中心，過程中拯救及暫時地照顧小女孩克萊門汀（Clementine）。
原漫畫作者對遊戲團隊製作給予指引，以確保遊戲對應漫畫內容。但又同時讓遊戲團隊自由處理大量的故事發展內容及特色。部分在漫畫角色更在遊戲內出現。

## 遊戲玩法
遊戲多半時候以｢動畫｣進行，但在PC版有時可以利用滑鼠，來點選觸發事件。玩家在遊戲裡與其他角色的對話會影響到接下來的劇情，有時會牽扯到遊戲主角本身的人性問題。
此遊戲是圖像形式的冒險遊戲，配合不同鏡頭角度以第三人稱進行遊戲。玩家會成為主角李·埃弗里特（Lee Everett），遇上其他生還者團隊，合力在殭屍爆發的環境下生存。
玩家可向其他角色及物品進行檢查及互動，及利用物品來生存。玩家的抉擇會決定與其他角色的互動。例如使主角望向或與其他角色對話，或是拿起物品。原漫畫作者Robert Kirkman指，此遊戲主力發展人物角色及故事情節，而非如其他殭屍遊戲，例如惡靈勢力般以動作主導。

## 故事目录
Episode 1：新的一天（A New Day）
Episode 2：艱苦求援（Starved for Help）
Episode 3：漫漫長路（Long Road Ahead）
Episode 4：險境餘生（Around Every Corner）
Episode 5：分秒必爭（No Time Left）
Special Episode：400天（400 Days）

## 角色
李·埃弗里特（Lee Everett，聲：Dave Fennoy）
37歲，本作的主角，也是玩家唯一能操作的角色。在梅肯市出生和成長。原於喬治亞大學中擔任歷史教授，但人生發生急劇變化，因殺死與妻子外遇的議員而被捕(然而ㄧ開始並沒有說出來)。在押送時發生交通意外，警員因被喪屍襲擊死亡，他在逃離時偶然來到克萊門汀的家，遇到躲在樹屋裡的克萊門汀，瞭解情況後便在找到其父母之前先照顧她。多次從危險中救了克萊門汀，免於其受傷害，也教導克萊門汀在道德以及生存上的觀念和做法，包括剪髮和使用槍枝等。
在第4章不慎被喪屍攻擊而遭到咬傷。之後，為了防止病毒擴散而砍斷被咬傷的手臂，可惜還是來不及阻止病毒擴散而漸漸體力不支（也能選擇不砍，但不會影響屍變的進度與結果）。在第5章最後會變成喪屍，或被克萊門汀射殺而身亡。
克萊門汀（Clementine，聲：Melissa Hutchison）
8歲，在災難發生時，雙親—黛安娜及埃德到薩凡納旅遊，而克萊門汀與保姆—桑德拉留在家中。桑德拉被殭屍襲擊死亡並屍變，而她獨自一人在家中的樹屋生還下來。在遇見李之後，便一直受李的照顧，一起出發前往梅肯及薩凡納尋找雙親，也多次在危險中被李所救，也從李身上學到道德和生存的觀念和做法，包括使用槍枝等。
在第五章時親眼確認自己的父母已身亡並變成殭屍。後因李被殭屍所咬，克萊門汀被迫選擇開槍射殺李或離開李任由他屍變。
為少數全季裡到最後還確認活下來的角色。

### 第一章 格林農場
哈謝爾·格連（Hershel Greene，聲：Chuck Kourouklis）
尚恩的父親，擁有一間農場。接納了李、克萊門汀，與肯尼一家。閱人無數，洞察力強，如果玩家試著對他說謊，會立刻被他看穿而失去信任。
在兒子尚恩慘死後，於悲憤之下下了逐客令。後續出現於電視劇版本中。
為少數與電視劇版本連貫的角色（另一為格倫）
尚恩·格連（Shawn Greene，聲：Peter Edward Mussad）
哈謝爾之子，在李和克萊門汀的幫助下將擋住道路的車子移走，而後來面對僵屍的來臨時，讓李和克萊門汀上車逃過一劫。
在第1章不小心被達克拉掉煞車的拖拉機壓住，慘遭喪屍咬死。不論李選擇先救達克或尚恩都無法避免他被咬死的結果。
肯尼（Kenny，聲：Gavin Hammon)
原居住在佛羅里達。是個漁夫。
一心為了守護卡嘉與達克，想要帶著家人往海岸避難，保護家人的執著與固執的個性也讓他與其他人的對話常有火藥味，與堅持要守候在汽車旅館的莉莉之間更是常有爭執。在第3章因為妻兒的身亡而心裡深受打擊，一度進入非常消沉的狀態，也曾憎恨間接害死妻兒的班。若班活到第五章，則會在班的自白下為自己的偏見感到懊悔，進而心軟援救摔下陽台的班（倘若前一章選擇不救班則會救為了拿回對講機而受困的克莉絲塔），自此與李一行人失去聯繫。會於第二季再次出現。
卡嘉（Katjaa，聲：Cissy Jones）
肯尼的太太。是個獸醫。個性敦厚，懷念災變前的生活。
在第3章時因接受不了兒子要死的事實，於肯尼面前開槍自殺身亡(或在樹林裡自殺身亡)。
小肯尼（達克）（Kenny Jr.（Duck），聲：Max Kaufman）
11歲，肯尼與卡嘉的兒子。很喜歡玩盪鞦韆。和克萊門汀是朋友而時常在一起聊天或玩耍。
雖然有躲過2次殭屍的襲擊，可是最後還是在第3章逃出旅館時被殭屍咬傷，狀態每況愈下。之後，達克便在一處森林裡由李或肯尼開槍殺死，又或者任由其變成殭屍。
切特（Chet，聲：Brian R. Davis）
尚恩的朋友，與李等人一同搭上車子逃出，在到達農場後回到自己家中，後續不明。
（如果李在帶領克萊門汀逃出他家之前選擇：“等到夜晚再離開”的話，會發現此時切特變成喪屍追趕他們的卡車）
米切爾警員（Officer Mitchell，聲：Jacob Battersby）
押送李到監獄服刑的警官，開車在高速公路上行駛時和李談及李的遭遇，見過許多犯人，有興趣了解李的故事。後來因為撞到高速公路上行走的殭屍導致翻車，被殭屍襲擊身亡。
後來變成喪屍，成為了第一個出來襲擊李，也是第一個死於李手上的喪屍。

### 第一章 梅肯市
格倫（Glenn，聲：Nick Herman）
亞洲人。是個披薩運送員，身手矯健。在第1章的最後為了要尋找友人而離開李一行人，自行開車前往亞特蘭大。後續出現於電視劇版本中。
為少數與電視劇版本連貫的角色（另一為哈謝爾）
卡莉（Carley ，聲：Nicole Vigil）
女電視記者。由於工作的關係，知道李的事情，暫時幫他保密以觀察他真正的為人。槍法很好。很感激救了她一命的道格。
在第1章被殭屍咬死或得到李的救助而成功活下來。而若在第1章活下來的話，會在第3章時被莉莉開槍殺害。
道格（Doug，聲：Sam Joan）
因緣下救助卡莉並一同逃難的男子，對機械有相當知識的技術員。
在第1章被殭屍咬死或得到李的救助而成功活下來。而若在第1章活下來的話，會在第3章時被莉莉開槍殺害。
賴瑞（Larry Caul ，聲：Terry McGovern）
莉莉的父親。患有心臟病，需定期服用藥物。脾氣暴躁，但深愛著女兒。知道李的事情，擔心女兒及克萊門汀會因為李而有不測，對他的態度總是非常惡劣。
在第2章於被食人家族囚禁期間心臟病發身亡，後立刻被肯尼以鹽磚砸爛頭部以防止屍變。
莉莉（Lilly Caul，聲：Nicki Rapp）
賴瑞的女兒，是一名空軍基地的地勤人員。在團隊中負責分配食物與物資管理。堅持死守在汽車旅館，與想要出發離開的肯尼之間有不少衝突。
在第3章因物資遭竊而懷疑團隊有內鬼，後因一時失控而殺害了卡莉或是道格。後來脫離團隊（或被拋棄或自己劫持房車逃跑），於最終季第二章作為敵營一員再次登場。
艾琳（Irene，聲：Brett Pels）
困在汽車旅館的女子，她被殭屍咬傷，拒絕格倫及玩家的救助，並希望得到手槍自殺。

### 第二章 汽車旅館
馬克（Mark，聲：Mark Middleton）
美國空軍人員，在第一章後新加入的成員。
在第2章因為肩膀被箭射中而受傷，布蘭達等人假裝要幫他醫治，其實是要切取他的肉來當食物。後來雙腳被切斷而失血過多身亡，不久變成殭屍，咬死布蘭達。
本·保羅（Ben Paul，聲：Trevor Hoffmann）
高中生。他與其伙伴在汽車旅館外的森林中遇上意外，被李、馬克和肯尼救助而生還。來自斯通山的校樂隊成員。
年輕而有些莽撞。遭受盜賊誘騙而與他們達成暗送物資的協議，結果埋下團隊內鬨的起因並導致汽車旅館遭到攻擊而被攻陷，也間接造成達克、卡嘉與卡莉或是道格的死。自此讓他非常自責。
在第4章時因受不了自責而將事實告訴肯尼。後一度陷入危機，李能選擇放棄他或救起他來決定他的存活。若選擇救起的話，則會在第5章中跨越陽台時墜樓，被鐵欄杆刺穿腹部無法救起，情急之下被肯尼用最後一顆子彈射穿頭部，減輕痛苦。
大衛（David ，聲：Kevin Burns）
高中生。來自斯通山，校樂隊的頭頭。
於森林踩到捕獸夾，在李的決斷下被砍掉一段腳以逃離殭屍的捕殺，但最後仍因失血過多而身亡。死後不久變成殭屍，襲擊李等人。
崔維斯（Travis ，聲：Ruby Butterfield）
高中生。來自斯通山，校樂隊成員。
森林中遇上李等人不久後，因來不及逃走而被殭屍捕殺。在第2章末，李等人逃離Motel的時候，作為一名喪尸，出現在攻擊他們的喪尸群中。

### 第二章 聖約翰農場
安迪·聖約翰（Andy，聲：Adam Harrington）
前來與李等人交易的人，與丹尼是兄弟。
與丹尼和母親住在家中開設農場中，建設電壓線阻隔殭屍。以食物與其他生存者交易發電所要的燃料。
然而他們的食物卻是宰殺活人而出的肉。因為祕密被李等人發現，而將他們拘禁起來。
李有機會決定他的生死
丹尼·聖約翰（Danny，聲：Brian Sommer）
前來與李等人交易的人，與安迪是兄弟。
被脫逃出的李等人壓制住時，李將有機會決定他的生死。
布蘭達·聖約翰（Brenda，聲：Jeanie Kelsey）
安迪與丹尼的母親。很懷念已經過世的丈夫泰瑞（Terry），這個農場曾是她與丈夫引以為傲的家園。
表面上似乎和藹可親，實際上卻與家人一樣有著將他人視為食物來源的恐怖想法。截斷馬克的雙腳作為食物，結果最後卻被變成殭屍的馬克所殺。
裘琳（Jolene，聲：Cissy Jones）
在農場外遇到的女人，似乎知道聖約翰一家的秘密。曾帶著女兒一起在野外求生，但女兒被強盜集團搶走。
似乎暗中觀察著克萊門汀。
根據玩家的選擇，會被丹尼或李開槍射殺。

### 第三章 火車
查爾斯‘查克’（Charles‘Chuck’，聲：Roger Jackson）
火車工人。居住在火車的餐車裡，看上去是個流浪漢的樣子（不過只有班直白地對李說他是流浪漢）。提議李要教導克萊門汀使用槍枝與生存技巧，並且把她的頭髮剪短。
在第4章為救克萊門汀而斷後，與李等人分開。不久後在下水道被李發現，但已經自盡死亡，被喪屍啃食得面目全非。

### 第三章 公路
歐米德（Omid，聲：Owen Thomas）
來自舊金山。原正在進行美國的高速公路旅行。和克莉絲塔是情侶，兩人自災難發生後就一直一同行動。因為克莉絲塔的反對，在遇上李等人之前沒有加入任何團隊。
為少數全季裡到最後還確認活下來的角色。第二季當中出場。
克莉絲塔（Christa，聲：Mara Junot）
來自舊金山。原正在進行美國的高速公路旅行。和歐米德是情侶，兩人自災難發生後就一直一同行動。在遇上李等人之前沒有加入任何團隊，因為她不相信人多就一定較容易生存。
為少數全季裡到最後還確認活下來的角色。第二季當中出場。

### 第四章 克勞福德社區
莫莉（Molly，聲：Erin Yvette）
身手矯健又足智多謀的年輕女子，手持一把鋒利冰镐，擁有相當熟練的求生技巧。
曾是克勞福德的一員，但因患有糖尿病的妹妹需要藥物，與醫生性交易並藉此請他幫忙保守秘密，最後妹妹卻依然被他們處決而憤然叛逃。回到克勞福德見到已經屍變的醫生，將其殺死並凌虐出氣。雖然曾對搭上李等人的船有興趣，但最後還是選擇離開，自行求生。

### 第五章
陌生人（the Stranger，聲：Anthony Lam）
本名不詳，一直透過無線電與克萊門汀溝通的不明人士。
第二章最後出現的那輛載滿物資車輛的主人。因物資遭到李等人帶走，導致妻子一怒之下帶著孩子離開，結果不久之後就兩人就變成了殭屍。
憎恨著李等人，為了復仇一路尾隨他們。觀察著作為克萊門汀保護者的李。因為認為李沒有資格照顧克萊門汀，於第五章將她綁走。用一個袋子帶著已經變成喪屍的妻子的頭部，並會跟她說話。
最後被李或克萊門汀所殺。

### 克萊門汀一家
埃德（Ed，無配音演員）
克萊門汀的父親，是一位工程師，災變發生時，與黛安娜在薩凡納旅遊。
在第五章是被克萊門汀和李在街上找到，不過已經變成了殭屍。
黛安娜（Diana，聲：Rebecca Schweitzer）
克萊門汀的母親，是一位醫生，在災變發生時和埃德在薩凡納旅遊，並且曾用電話警告克萊門汀要報警。
在第五章時被克萊門汀和李在街上找到，不過已經變成了殭屍。
桑德拉（Sandra，聲：Erin Yvette）
克萊門汀的保母，在克萊門汀的父母去旅遊時幫忙照顧克萊門汀。
根據克萊門汀所說，在李來到她家前幾天，她一直聽到桑德拉的尖叫聲，所以這可能表示桑德拉是被殭屍襲擊而死亡。
屍變後被李用槌子爆頭殺死。

### 癌症康復小組
弗農（Vernon，聲：Butch Engle）
癌症康復小組的領導者，災變發生前為醫生，曾與李的小組潛入克勞福德偷拿必須品，還用藥治好了歐米德受傷的腿。曾提議要代替李照顧克萊門汀。
在第五章時和其他小組的成員（除了布里）偷走了李的小組在薩瓦納別墅發現的小船，後續不明。
布里（Brie，聲：Cissy Jones）
癌症康復小組的成員，災變爆發前為克勞福德根據地的學校學生及老師，熟知學校的內部建設，所以被弗農帶去幫助李一行人。
在第4章時班無意中把卡住大門的斧頭拿走，導致殭屍入侵，用身體擋住門時卻因為門板破裂而被咬死，之後屍變。
在第5章殭屍入侵薩瓦納的別墅時，出現在攻擊李等人的殭屍群內。
被李用斧頭或被歐米德用手槍終結屍變。

## 外部連結
- The Walking Dead A Telltale Games Series
- 互联网电影数据库（IMDb）上《行屍》的资料（英文）（EP1）
- 互联网电影数据库（IMDb）上《行屍》的资料（英文）（EP2）
- 互联网电影数据库（IMDb）上《行屍》的资料（英文）（EP3）
- 互联网电影数据库（IMDb）上《行屍》的资料（英文）（EP4）
- 互联网电影数据库（IMDb）上《行屍》的资料（英文）（EP5）